# Bilheteira dos cinemas em Portugal em 2008
Listas com o valor das receitas em euros (€) e o número de espectadores dos principais filmes lançados nos cinemas em Portugal, no ano de 2008.

## Filme com maior receita bruta em cada semana
| #  | Semana                         | Filme                                         | Receita bruta  | Espectadores |
| -- | ------------------------------ | --------------------------------------------- | -------------- | ------------ |
| 1  | 3 — 9 de janeiro               | Eu Sou a Lenda                                | 294 126,09 €   | 66 522       |
| 2  | 10 — 16 de janeiro             | Jogos de Poder                                | 199 148,45 €   | 45 100       |
| 3  | 17 — 23 de janeiro             | Expiação                                      | 271 331,74 €   | 62 298       |
| 4  | 24 — 30 de janeiro             | Nome de Código: Cloverfield                   | 185 131,47 €   | 43 448       |
| 5  | 31 de janeiro — 6 de fevereiro | Astérix nos Jogos Olímpicos                   | 801 471,76 €   | 185 747      |
| 6  | 7 — 13 de fevereiro            | Astérix nos Jogos Olímpicos                   | 343 240,13 €   | 78 261       |
| 7  | 14 — 20 de fevereiro           | Jumper                                        | 270 020,61 €   | 63 210       |
| 8  | 21 — 27 de fevereiro           | Michael Clayton: Uma Questão de Consciência   | 193 649,91 €   | 44 806       |
| 9  | 28 de fevereiro — 5 de março   | Este País não é para Velhos                   | 179 934,85 €   | 40 524       |
| 10 | 6 — 12 de março                | Este País não é para Velhos                   | 133 754,20 €   | 30 297       |
| 11 | 13 — 19 de março               | 10.000 a.C.                                   | 285 295,27 €   | 66 112       |
| 12 | 20 — 26 de março               | Horton e o mundo dos Quem                     | 379 219,45 €   | 87 970       |
| 13 | 27 de março — 2 de abril       | Nunca É Tarde Demais                          | 205 786,24 €   | 47 145       |
| 14 | 3 — 9 de abril                 | Ponto de Mira                                 | 138 445,17 €   | 32 978       |
| 15 | 10 — 16 de abril               | O Tesouro Encalhado                           | 185 347,19 €   | 43 948       |
| 16 | 17 — 23 de abril               | O Tesouro Encalhado                           | 125 204,78 €   | 29 172       |
| 17 | 24 — 30 de abril               | O Tesouro Encalhado                           | 88 300,08 €    | 20 393       |
| 18 | 1 — 7 de maio                  | Homem de Ferro                                | 146 620,07 €   | 32 672       |
| 19 | 8 — 14 de maio                 | Homem de Ferro                                | 156 254,25 €   | 36 084       |
| 20 | 15 — 21 de maio                | Loucuras em Las Vegas                         | 150 807,77 €   | 35 290       |
| 21 | 22 — 28 de maio                | Indiana Jones e o Reino da Caveira de Cristal | 1 080 511,53 € | 242 393      |
| 22 | 29 de maio — 4 de junho        | Indiana Jones e o Reino da Caveira de Cristal | 505 086,41 €   | 113 277      |
| 23 | 5 — 11 de junho                | Sexo e a Cidade                               | 318 758,22 €   | 73 455       |
| 24 | 12 — 18 de junho               | Sexo e a Cidade                               | 172 481,01 €   | 39 647       |
| 25 | 19 — 25 de junho               | Sexo e a Cidade                               | 129 506,20 €   | 29 311       |
| 26 | 26 de junho — 2 de julho       | Sexo e a Cidade                               | 108 527,24 €   | 24 951       |
| 27 | 3 — 9 de julho                 | O Panda do Kung Fu                            | 686 689,12 €   | 156 384      |
| 28 | 10 — 16 de julho               | O Panda do Kung Fu                            | 539 838,87 €   | 123 356      |
| 29 | 17 — 23 de julho               | O Panda do Kung Fu                            | 360 140,17 €   | 82 261       |
| 30 | 24 — 30 de julho               | O Cavaleiro das Trevas                        | 503 387,49 €   | 114 771      |
| 31 | 31 de julho — 6 de agosto      | A Múmia: O Túmulo do Imperador Dragão         | 439 733,25 €   | 99 949       |
| 32 | 17 — 13 de agosto              | A Múmia: O Túmulo do Imperador Dragão         | 251 879,29 €   | 57 274       |
| 33 | 14 — 20 de agosto              | WALL·E                                        | 423 501,37 €   | 97 588       |
| 34 | 21 — 27 de agosto              | WALL·E                                        | 322 226,62 €   | 73 473       |
| 35 | 28 de agosto — 3 de setembro   | Viagem ao Centro da Terra                     | 312 455,85 €   | 57 565       |
| 36 | 4 — 10 de setembro             | Mamma Mia!                                    | 775 392,27 €   | 177 936      |
| 37 | 11 — 17 de setembro            | Mamma Mia!                                    | 638 204,49 €   | 144 986      |
| 38 | 18 — 24 de setembro            | Mamma Mia!                                    | 498 878,56 €   | 111 784      |
| 39 | 25 de setembro — 1 de outubro  | Mamma Mia!                                    | 371 861,73 €   | 83 244       |
| 40 | 2 — 8 de outubro               | Mamma Mia!                                    | 284 640,30 €   | 63 113       |
| 41 | 9 — 15 de outubro              | Olhos de Lince                                | 238 879,94 €   | 56 000       |
| 42 | 16 — 22 de outubro             | Mamma Mia!                                    | 187 644,06 €   | 42 650       |
| 43 | 23 — 29 de outubro             | Corrida Mortal                                | 167 577,02 €   | 38 604       |
| 44 | 30 de outubro — 5 de novembro  | High School Musical 3: Último Ano             | 195 238,15 €   | 44 395       |
| 45 | 6 — 12 de novembro             | 007 - Quantum of Solace                       | 703 999,26 €   | 157 919      |
| 46 | 13 — 19 de novembro            | 007 - Quantum of Solace                       | 392 488,63 €   | 87 507       |
| 47 | 20 — 26 de novembro            | 007 - Quantum of Solace                       | 234 140,70 €   | 51 757       |
| 48 | 27 de novembro — 3 de dezembro | Madagáscar 2                                  | 1 243 357,97 € | 279 171      |
| 49 | 4 — 10 de dezembro             | Madagáscar 2                                  | 788 476,89 €   | 178 521      |
| 50 | 11 — 17 de dezembro            | Madagáscar 2                                  | 339 648,61 €   | 79 101       |
| 51 | 18 — 24 de dezembro            | Bolt                                          | 363 189,59 €   | 69 095       |
| 52 | 25 — 31 de dezembro            | Austrália                                     | 433 981,54 €   | 97 100       |

## Os 20 filmes mais vistos
| #  | Estreia                | Filme                                         | Receita bruta  | Espectadores |
| -- | ---------------------- | --------------------------------------------- | -------------- | ------------ |
| 1  | 4 de setembro de 2008  | Mamma Mia!                                    | 3 762 436,68 € | 851 181      |
| 2  | 27 de novembro de 2008 | Madagáscar 2                                  | 3 212 781,08 € | 731 427      |
| 3  | 3 de julho de 2008     | O Panda do Kung Fu                            | 2 638 737,27 € | 605 062      |
| 4  | 22 de maio de 2008     | Indiana Jones e o Reino da Caveira de Cristal | 2 551 257,53 € | 573 017      |
| 5  | 31 de janeiro de 2008  | Astérix nos Jogos Olímpicos                   | 1 887 774,89 € | 438 014      |
| 6  | 6 de novembro de 2008  | 007 - Quantum of Solace                       | 1 809 960,84 € | 403 446      |
| 7  | 14 de agosto de 2008   | WALL·E                                        | 1 550 301,80 € | 352 086      |
| 8  | 24 de julho de 2008    | O Cavaleiro das Trevas                        | 1 474 618,32 € | 334 330      |
| 9  | 31 de julho de 2008    | A Múmia: O Túmulo do Imperador Dragão         | 1 228 360,30 € | 279 680      |
| 10 | 10 de julho de 2008    | Procurado                                     | 1 145 379,82 € | 262 176      |
| 11 | 3 de julho de 2008     | Hancock                                       | 1 102 510,30 € | 251 330      |
| 12 | 5 de junho de 2008     | Sexo e a Cidade                               | 1 020 949,15 € | 233 770      |
| 13 | 11 de dezembro de 2008 | Bolt                                          | 1 148 121,46 € | 217 034      |
| 14 | 28 de agosto de 2008   | Viagem ao Centro da Terra                     | 1 163 838,53 € | 213 280      |
| 15 | 17 de janeiro de 2008  | Expiação                                      | 921 795,23 €   | 211 038      |
| 16 | 27 de dezembro de 2007 | Eu Sou a Lenda                                | 890 503,51 €   | 201 651      |
| 17 | 20 de março de 2008    | Horton e o mundo dos Quem                     | 841 592,27 €   | 201 010      |
| 18 | 13 de março de 2008    | 10.000 a.C.                                   | 843 822,12 €   | 194 374      |
| 19 | 7 de agosto de 2008    | Get Smart - Olho Vivo                         | 811 555,38 €   | 188 049      |
| 20 | 27 de março de 2008    | Nunca É Tarde Demais                          | 812 509,17 €   | 186 929      |

## Exibição por distrito / região autónoma
| Distrito         | Ecrãs | Lugares | Sessões | Receita bruta   | Espectadores |
| ---------------- | ----- | ------- | ------- | --------------- | ------------ |
| Aveiro           | 30    | 6 502   | 30 201  | 2 384 717,76 €  | 554 439      |
| Beja             | 11    | 3 201   | 783     | 73 969,36 €     | 28 102       |
| Braga            | 31    | 6 473   | 35 406  | 3 504 436,61 €  | 868 121      |
| Bragança         | 6     | 1 320   | 2 591   | 155 025,30 €    | 42 335       |
| Castelo Branco   | 10    | 1 405   | 11 016  | 817 906,78 €    | 193 745      |
| Coimbra          | 24    | 4 708   | 28 450  | 2 638 423,10 €  | 587 009      |
| Évora            | 13    | 3 279   | 2 530   | 245 302,56 €    | 65 189       |
| Faro             | 34    | 5 954   | 43 082  | 4 634 386,84 €  | 1 002 094    |
| Guarda           | 10    | 2 005   | 1 330   | 127 244,00 €    | 35 888       |
| Leiria           | 27    | 5 272   | 15 834  | 1 504 349,90 €  | 342 826      |
| Lisboa           | 161   | 28 739  | 227 657 | 27 260 301,65 € | 5 986 775    |
| Portalegre       | 6     | 1 816   | 213     | 26 195,15 €     | 10 100       |
| Porto            | 87    | 17 041  | 113 817 | 13 701 889,93 € | 3 310 993    |
| Santarém         | 17    | 3 937   | 13 511  | 1 260 881,20 €  | 290 337      |
| Setúbal          | 51    | 12 422  | 63 241  | 6 819 252,84 €  | 1 561 119    |
| Viana do Castelo | 7     | 1 306   | 6 419   | 787 728,95 €    | 183 862      |
| Vila Real        | 8     | 1 102   | 8 237   | 758 387,99 €    | 168 577      |
| Viseu            | 18    | 2 868   | 14 314  | 1 079 274,74 €  | 234 288      |
| Açores           | 8     | 1 766   | 6 171   | 594 296,35 €    | 138 674      |
| Madeira          | 13    | 2 676   | 19 975  | 1 520 660,80 €  | 374 767      |
| Total nacional   | 572   | 113 792 | 644 778 | 69 894 631,81 € | 15 979 240   |